# NGC 1792
NGC 1792 är en spiralgalax i stjärnbilden Duvan. Den upptäcktes den 4 oktober 1826 av James Dunlop. Galaxen ligger på ett avstånd av cirka 36,4 miljoner ljusår och avlägsnar sig från Vintergatan med en heliocentrisk radialhastighet på 1 208 km/s. NGC 1792 ingår i galaxhopen NGC 1808.
Den morfologiska klassificeringen av galaxen i de Vaucouleurssystemet är SA(rs)bc, vilket anger en spiralgalax utan central stav (SA), måttligt slingrande armar (bc) och en ofullständig ringstruktur. HyperLEDA-klassificeringen av SBbc antyder dock att den har en stav. Den har ett flockigt utseende utan central utbuktning. I B-bandet sträcker sig galaxens vinkel ut över 7,5 × 3,1 bågminuter. Galaxens plan lutar i en vinkel på 66° mot siktlinjen från jorden, med storaxeln inriktad längs en positionsvinkel på 317°.

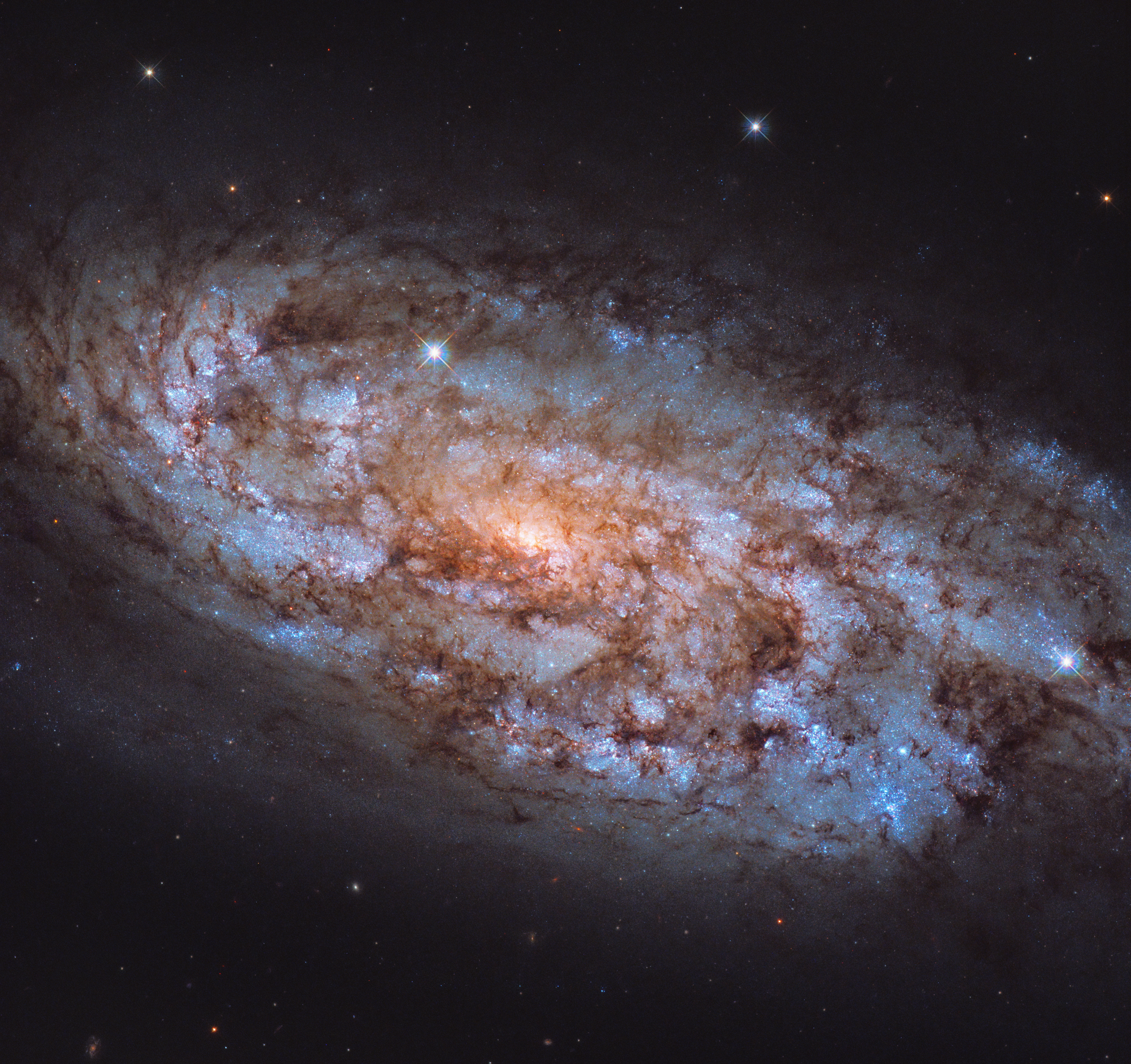
Hubbleteleskopets bild av NGC 1792 med de blå områdena som tyder på yngre stjärnor

Det pågår en kraftig stjärnbildning längs spiralarmarna på avstånd av mer än 3 kparsec från galaxens kärna, vilket har lett till ett antal framträdande H II-regioner. En jämförbar hög nivå av stjärnbildning i den närliggande galaxen NGC 1808 kan tyda på en nyligen inträffad, avlägsen tidvatteninteraktion mellan de två. Radioemission från det neutrala vätet i galaxen NGC 1792 visar en uttalad asymmetri, troligen som ett resultat av denna interaktion. Eftersom galaxen endast verkar något störd, påverkade denna interaktion främst galaxens yttre delar.
Stjärnbildningstakten i NGC 1792 uppskattas till 11,0 solmassor per år. Mjuk röntgenemission har noterats, varav majoriteten kan komma från röntgendubbelstjärnor.